# Zwarte tapaculo
De zwarte tapaculo (Scytalopus latrans) is een zangvogel uit de familie Rhinocryptidae (tapaculo's).

## Verspreiding en leefgebied
Deze soort komt voor van Venezuela tot Peru en telt twee ondersoorten:
- S. l. latrans: van westelijk Venezuela tot noordelijk Peru.
- S. l. subcinereus: zuidwestelijk Ecuador en noordwestelijk Peru.

## Status
De grootte van de populatie is niet gekwantificeerd maar de soort wordt omschreven als algemeen en wijdverspreid. Op de Rode lijst van de IUCN heeft deze soort de status niet bedreigd.